# Myclobutanil
Myclobutanil ist eine racemische Mischung von zwei enantiomeren chemischen Verbindungen aus der Gruppe der Triazole und Nitrile, die zusätzlich einen chlorierten Benzolring aufweisen. Es ist ein Ende der 1980er Jahre von Rohm and Haas entwickeltes systemisches Azol-Fungizid.

## Stereoisomerie
Myclobutanil ist ein 1:1-Gemisch (Racemat) des (R)- und (S)-konfigurierten Enantiomers.
| Enantiomere von Myclobutanil |                                            |                                            |
| Name                         | (S)-Myclobutanil                           | (R)-Myclobutanil                           |
| Andere Namen                 | (−)-Myclobutanil                           | (+)-Myclobutanil                           |
| Strukturformel               |                                            |                                            |
| CAS-Nummer                   | 244094-39-1                                | 244094-40-4                                |
| CAS-Nummer                   | 88671-89-0 (Isomerengemisch)               |                                            |
| EG-Nummer                    | 410-400-0, 618-198-8 (Isomerengemisch)     | 410-400-0, 618-198-8 (Isomerengemisch)     |
| ECHA-Infocard                | 100.101.000, 100.115.883 (Isomerengemisch) | 100.101.000, 100.115.883 (Isomerengemisch) |
| PubChem                      | 38989055                                   | 11077077                                   |
| PubChem                      | 6336 (Isomerengemisch)                     |                                            |
| Wikidata                     | Q27157152                                  | Q27157150                                  |
| Wikidata                     | Q413587 (Isomerengemisch)                  |                                            |

## Synthese
Bei der Herstellung von Myclobutanil reagieren zunächst 4-Chlorphenylacetonitril und 1-Chlorbutan miteinander. Anschließend wird durch Reaktion mit Dibrommethan ein Brommethan-Gruppe addiert. Das Brom wird im letzten Schritt mit 1,2,4-Triazol substituiert.

## Verwendung

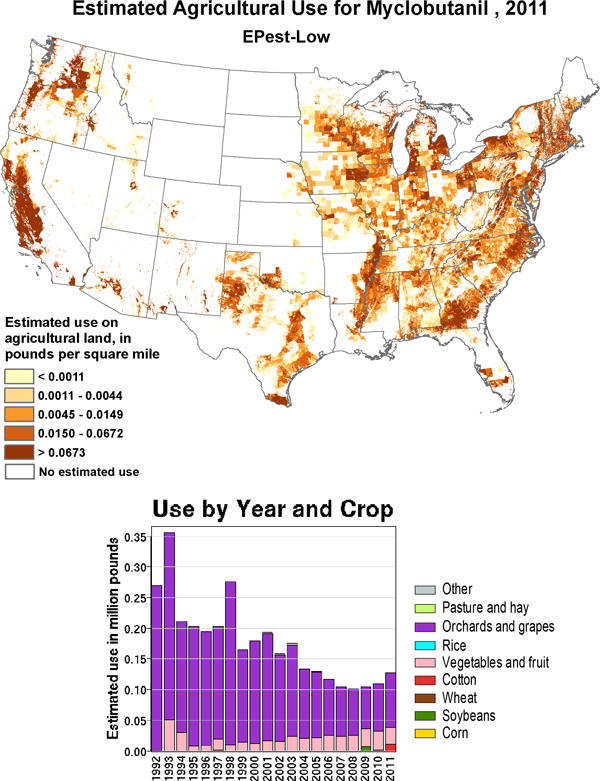
Geschätzte Ausbringungsmenge in den USA 2011

Myclobutanil wird als Breitband-Fungizid in der Landwirtschaft und im Hausgarten (vor allem bei Zierpflanzen, Obstbäumen und im Weinbau gegen Schorf, Rost und Mehltau) eingesetzt.
Die Wirkungsweise beruht auf der Hemmung der Ergosterin-Biosynthese.

## Zulassung
Myclobutanil wurde als Wirkstoff in Pflanzenschutzmitteln in der EU am 7. Januar 2011 zugelassen. Präparate waren in vielen Staaten der EU, so auch in Deutschland und Österreich, sowie in der Schweiz zugelassen. Nach Ablauf der Zulassung am 31. Mai 2021 wurde diese nicht mehr erneuert.
In der Schweiz wurde die Zulassung von Myclobutanil am 1. Juli 2021 widerrufen. Die Abverkaufsfrist endete am 30. November 2021.

## Sicherheitshinweise
Myclobutanil wirkt auf Menschen nur schwach giftig. In hohen Dosen wurden im Tierversuch Schäden an Embryonen nachgewiesen. Es ist hochtoxisch für Fische, Algen und Zooplankton.